# George Stoneman
George Stoneman, Jr. (22. august 1822 – 5. september 1894) var linjeofficer i den amerikanske hær, kavalerigeneral i den amerikanske borgerkrig og guvernør over staten Californien fra 1883-1887.

## Tidlige år
Stoneman blev født på en familiegård i Busti i New York som ældste barn af en flok på 10. Han forældre var George Stoneman, der var skovhugger og fredsdommer og Catherine Rebecca Cheney. Han studerede på Jamestown Academy og tog eksamen fra West Point i 1846; hans værelseskammerat på West Point var den senere sydstatsgeneral Stonewall Jackson. Hans første post var ved 1st U.S. Dragoons, hvor han gjorde tjeneste i Vesten og Californien. Han var kvartermester for den mormonske bataljon, som marcherede fra Fort Leavenworth i Kansas, til San Diego i Californien. Han kæmpede i Indianerkrigene og havde ansvar for grupper af landmålere, som kortlagde Sierra Nevada bjergene med henblik på anlæggelse af jernbaner. Efter at være blevet forfremmet til kaptajn for 2nd U.S. Cavalry i marts 1855 gjorde han fortrinsvis tjeneste i Texas indtil 1861.

## Borgerkrigen
Ved udbruddet af den amerikanske borgerkrig havde Stoneman kommandoen over Fort Brown i Texas og nægtede at følge generalmajor David E. Twiggs ordre om at overgive sig til de nyoprettede Amerikas Konfødererede Stater. Han vendte tilbage østpå og gjorde tjeneste som major i 1st U.S. Cavalry og var derefter adjudant for generalmajor George B. McClellan i det vestlige Virginia. Da kavaleriet blev organiseret som en selvstændig enhed i Army of the Potomac, fik han kommandoen over kavalerireserven og dernæst kavaleridivisionen med titlen Chief of Cavalry. Han blev forfremmet til brigadegeneral den 13. august 1861. Han kom ikke godt ud af det med McClellan, som ikke forstod, hvordan kavaleri bedst anvendes i krig, men splittede det op i mindre enheder, som blev tildelt infanteribrigaderne. Denne metode fungerede dårligt i Peninsula kampagnen og i Syv dages slaget i 1862, hvor det koncentrerede sydstatskavaleri under generalmajor J.E.B. Stuart klarede sig langt bedre end Nordstaternes kavaleri.
Den 22. november 1861 giftede Stoneman sig med Mary Oliver Hardisty fra Baltimore i Maryland. De fik med tiden fire børn.
Efter Peninsula kampagnen blev Stoneman infanterikommandør og ledede en division i II Korps og senere III Korps. Under slaget ved Fredericksburg kommanderede Stoneman III Korps. Han blev forfremmet til generalmajor i den frivillige hær den 29. november 1862, men efter Fredericksburg overtog en ny general kommandoen over Army of the Potomac: generalmajor Joseph Hooker. Hooker havde en bedre forståelse for den strategiske værdi af et samlet kavalerikorps, og han udnævnte Stoneman til at lede det. Det samlede kavalerikorps skulle gennemføre lange raids ind i fjendens territorium og ødelægge forsyninger og indsamle informationer om fjendens styrker. Kavaleriet var ikke underlagt ledere af mindre infanterienheder.
Planen for Slaget ved Chancellorsville var et strategisk vovestykke. Hooker ti,delte Stoneman en nøglerolle, hvori hans kavalerikorps skulle trænge langt ind i Robert E. Lee's bagland og ødelægge vigtige jernbanelinjer og forsyninger og derigennem aflede Lees opmærksomhed fra Hooker's hovedangreb. Stoneman skuffede i denne strategiske rolle. Kavalerikorpset kom godt i gang i maj 1863, men gik snart i stå efter at have krydset Rapidanfloden. Under hele slaget udrettede Stoneman ikke meget, og Hooker så ham som en af de væsentligste årsager til Unionens nederlag ved Chancellorsville. Hooker havde behov for at aflede kritikken og fratog Stoneman kommandoen over kavaleriet og sendte ham tilbage til Washington DC til lægebehandling (kroniske hæmorider forværret af kavaleritjeneste),, hvor han i juli blev chef for U.S. Cavalry kontoret, et skrivebordsjob. Et stort kavaleriforsynings- og træningsdepot ved Potomacfloden blev kaldt Camp Stoneman til ære for ham.
I begyndelsen af 1864 var Stoneman træt af garnisonstjeneste i Washington om anmodede sin gamle ven John Schofield, som havde kommandoen over militærområdet Ohio om en ny kommando i felten. Selv om det først var meningen, at han skulle overtage en infanterienhed, overtog Stoneman kommandoen over et kavalerikorps i det, som blev til Army of the Ohio. Mens hæren kæmpede i Atlanta kampagnen under generalmajor William T. Sherman, blev Stoneman og hans assistent Myles Keogh taget til fange af sydstatssoldater uden for Macon i Georgia og blev dermed den højest rangerende krigsfange fra Unionen i tre måneder.
Stoneman blev udvekslet relativt hurtigt som følge af en personlig anmodning fra Sherman til de konfødererede, og han vendte tilbage til tjenesten. I december 1864 anførte han et raid fra det østlige Tennessee ind i det sydvestlige Virginia. Han førte raids ind i Virginia og North Carolina i 1865, tog Salem og andre byer, og i Salisbury befriede han omkring 1.400 fanger. I anerkendelse af hans tjeneste blev han udnævnt til midlertidig generalmajor i den regulære hær. Hans styrke var tæt på at tage Konføderationens præsident Jefferson Davis til fange under dennes flugt fra Richmond i Virginia. I juni 1865 blev han udpeget til at lede militærområdet Tennessee og administrerede den besatte by Memphis i Tennessee. Der udbrød optøjer blandt de fortsat oprørske borgere, som var vrede over tilstedeværelsen af sorte unionssoldater. Stoneman blev kritiseret for manglende handling og blev udsat for undersøgelse af en kongreskomite, som dog frikendte ham.

## Politik efter krigen
I 1866 kom Stoneman i opposition til den radikale genforeningspolitik, og tilsluttede sig Demokraterne. Da han stod for militærregeringen i Petersburg i Virginia, fik han ry for at anvende mere moderate metoder end nogle af de andre militære guvernører, hvilket mildnede smerterne ved genforeningen for virginierne. Han afmønstrede den frivillige hær i september 1866 og vendte tilbage til sin rang som oberstløjtnant i den regulære hær. Han overtog kommandoen over militærområdet Arizona. Han var en kontroversiel kommandør i denne rolle på grund af den måde, han håndterede indianeroprør på, og han blev frataget kommandoen i maj 1871.

## Californien
Stoneman flyttede til Californien, stedet som han havde drømt om, siden han havde gjort tjeneste dér som ung officer inden krigen. Han og hans kone slog sig ned i San Gabriel Valley på en 160 ha stor ejendom ved navn Los Robles, som i dag er et historisk mindemærke i staten. Han var statslig jernbaneinspektør fra 1876 til 1878. I 1882 blev han valgt til guvernør for Californien som Demokrat og sad i en enkelt fireårs periode. Han blev ikke genopstillet af sit parti. Da hans hus brændte, en hændelse, som rygterne hævdede, skyldtes hans politiske modstandere, var han økonomisk nedbrudt og helbredet dårligt. Han flyttede tilbage til New York for at få lægebehandling. Han døde efter et slagtilfælde i Buffalo, New York, og ligger begravet på Bentley Cemetery i Lakewood, New York.

## I erindringen
Stoneman huskes i sangen The Night They Drove Old Dixie Down, som henviser til et af Stonemans raids i 1865.

Virgil Caine is the name, and I served on the Danville train,

Til Stoneman's cavalry came and tore up the tracks again...

Stoneman Avenue i Alhambra, Californien, blev opkaldt efter ham. Camp Stoneman, nær Pittsburg, Californien, var stedet, hvorfra mange soldater blev udskibet til Stillehavskrigen under 2. verdenskrig og Koreakrigen. Stoneman Elementary School i San Marino, California, er bygget på Stonemans Los Robles Ranch.